# Frondeur (contratorpedeiro)
O Frondeur foi um contratorpedeiro operado pela Marinha Nacional Francesa e a décima quarta e última embarcação da Classe L'Adroit. Sua construção começou em novembro de 1927 na Chantiers Navals Français em Caen e foi lançado ao mar em junho de 1929, sendo comissionado na frota francesa em outubro de 1931. Era armado com uma bateria principal composta por quatro canhões de 130 milímetros e seis tubos de torpedo de 550 milímetros, tinha um deslocamento carregado de duas mil toneladas e alcançava uma velocidade máxima de 33 nós (61 quilômetros por hora).
O Frondeur teve um início de carreira tranquilo e sem grandes incidentes, com suas principais atividades consistindo em treinamentos de rotina. A Segunda Guerra Mundial começou em setembro de 1939, mas o navio pouco fez antes da derrota da França diante da Alemanha em junho de 1940. Ficou sob o controle da França de Vichy até a invasão Aliada do Norte da África Francês em 8 de novembro de 1942. O Frondeur estava em Casablanca no Marrocos e resistiu à invasão, sendo afundado depois de ser alvejado por cruzadores estadunidenses na Batalha Naval de Casablanca.